# Agave warelliana
Agave warelliana är en sparrisväxtart som beskrevs av John Gilbert Baker. Agave warelliana ingår i släktet Agave och familjen sparrisväxter. Inga underarter finns listade i Catalogue of Life.